# Sylwan (biskup Gazy)
Sylwan – biskup Gazy, męczennik i święty Kościoła katolickiego.

## Życiorys
Poniósł śmierć męczeńską przez ścięcie w grupie trzydziestu dziewięciu towarzyszy w kopalni miedzi w Fano.
Jego wspomnienie i męczenników obchodzone jest 4 maja.